# Henri Lewandowicz
Henri Lewandowicz est un footballeur professionnel français, né le 4 janvier 1936 à Barlin. Il évoluait au poste d'attaquant.
Henri Lewandowicz joue principalement en faveur du club de Grenoble. Il est sacré champion de Division 2 en 1962 avec Grenoble puis en 1964 avec le LOSC.

## Clubs
- 1956 1957 :  Grenoble (D2) : 33 matchs, 16 buts[1]
- 1957 1958 :  Lyon (D1) : 30 matchs, 8 buts
- 1958 1959 :  Lyon  (D1) : 30 matchs, 10 buts + 2 matchs de coupe d'Europe
- 1959 1960 :  Le Havre AC (D1) : 24 matchs, 4 buts
- 1960 1961 :  Grenoble (D1) : 27 matchs, 7 buts
- 1961 1962 :  Grenoble (D2) : 30 matchs, 17 buts
- 1962 1963 :  Lille OSC (D2) : 30 matchs, 14 buts
- 1963 1964 :  Lille OSC (D2) : 13 matchs, 8 buts

## Palmarès
- Champion de D2 avec le Lille OSC en 1964
- Champion de D2 avec Grenoble en 1962